# 網奉行
網奉行（あみぶぎょう）は、江戸幕府における職名の1つ。
江戸時代初期からあった職制で、鷹狩の鷹を取り扱う鷹匠と同様、将軍の狩猟に携わる役務だったと推測されるが、詳細は不明である。
慶安3年12月26日には、斑毛の鴨を捕獲した功績により、網奉行の小出勘右衛門宗勝が殺生方・鳥見とともに時服を1つずつ授けられたという記録があり、寛永15年（1638年）12月2日には大手門内で鷹師の子10人と網奉行の子2人が将軍に拝謁したとの記録も見られる。
天和2年（1682年）12月5日に、鷹匠、鳥見、馬方が大番や小十人組に配置転換され、網奉行5人は小普請入りとなった。
その後、殺生方や鳥見は再置されているが、放鷹制度が復活した享保期以後も網奉行の職制が再び設置されることはなかった。